# Jan Vertonghen
Jan Vertonghen (* 24. dubna 1987 Sint-Niklaas) je bývalý belgický profesionální fotbalista, který naposledy hrál na pozici středního obránce za belgický klub RSC Anderlecht a za belgický národní tým. Předtím působil osm let (od roku 2012) v anglickém klubu Tottenham Hotspur.
Levonohý fotbalista, který většinou hraje středního obránce (stopera), dokáže také zastat úlohu defenzivního záložníka a podpořit útok. Je znám svou kvalitní střelbou. V roce 2012 získal v Nizozemsku ocenění fotbalista roku. Účastník Mistrovství světa 2014 v Brazílii, EURA 2016 ve Francii a Mistrovství světa 2018 v Rusku. Právě na ruském turnaji získala Belgie bronzové medaile.

## Klubová kariéra

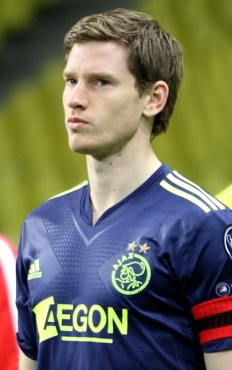
Jan Vertonghen v dresu Ajaxu.

### Ajax Amsterdam, RKC Waalwijk
Po létech strávených v belgických klubech VK Tielrode a Germinal Beerschot odešel do sousedního Nizozemska, kde se začlenil do slavné mládežnické akademie špičkového klubu Ajax Amsterdam. Původně začínal na postu záložníka, ale později se přesunul do středu obrany.
23. srpna 2006 debutoval v A-týmu Ajaxu ve třetím kole Ligy mistrů v odvetném utkání proti dánskému celku FC Kodaň (Ajax prohrál 0:2 a vypadl). Debut v Eredivisie přišel 3. prosince 2006 v Amsterdam Areně proti týmu Willem II Tilburg, který skončil drtivým vítězstvím Ajaxu 6:0. Pro jarní část sezóny 2006/07 byl poslán na hostování do nizozemského klubu RKC Waalwijk, kde nastoupil ke 12 zápasům a vstřelil 3 góly.
Po odchodu Luise Suáreze z Ajaxu do Liverpoolu byl jmenován zástupcem kapitána Maartena Stekelenburga, po odchodu Stekelenburga do AS Řím dostal kapitánskou funkci on. V roce 2012 byl vyhlášen v Nizozemsku fotbalistou roku (Voetballer van het Jaar). S Ajaxem vyhrál Vertonghen dvakrát domácí ligu (v sezónách 2010/11 a 2011/12) a jednou nizozemský fotbalový pohár (KNVB Beker, v sezóně 2009/10).

### Tottenham Hotspur
V létě 2012 odešel do anglického Tottenham Hotspur,kde se v sezóně 2012/13 sešel s reprezentačním spoluhráčem Moussou Dembélém. 12. července 2012 klub oficiálně oznámil, že Jan prošel zdravotními testy a transfer byl úspěšně završen. První gól vstřelil 26. září ve třetím kole Anglického ligového poháru proti domácímu Carlisle United FC (výhra 3:0). Prvního gólu v Barclays Premier League se dočkal hned vzápětí, 29. září 2012 otevíral ve 2. minutě skóre utkání proti domácímu Manchesteru United, Tottenham nakonec zvítězil na stadionu Old Trafford 3:2.
V odvetě osmifinále Evropské ligy 2012/13 14. března 2013 byl účastníkem divokého zápasu v Miláně, který málem stál Tottenham postup. Inter Milán dokázal smazat třígólové manko z prvního utkání (3:0 pro Tottenham, Vertonghen dával třetí gól zápasu), nakonec o postupu anglického klubu do čtvrtfinále rozhodl v prodloužení svým gólem Emmanuel Adebayor. Vertonghen nepodal jistý výkon v defenzivě, přesto Tottenhamu k postupu nezvykle stačila prohra 1:4. Obdobně ofenzivně laděný byl i první zápas čtvrtfinále 4. dubna proti švýcarskému celku FC Basilej. Švýcaři vedli v Londýně již 2:0, ale Adebayor a po něm Sigurdsson dokázali pro anglické mužstvo zachránit alespoň remízu 2:2. Vertonghen v zápase několikrát chyboval. V odvetném zápase 11. dubna dostal v 90. minutě červenou kartu za faul na pronikajícího protihráče za stavu 2:2, zápas dospěl do penaltového rozstřelu, v němž byla úspěšnější Basilej v poměru 4:1. V závěru sezóny byl zařazen do Jedenáctky roku Premier League (Premier League Team of the Year) 2012/13.

### Benfica Lisabon
V polovině srpna 2020 opustil Tottenham jako volný hráč a zamířil do Lisabonu, kde se na tři roky upsal Benfice.

## Reprezentační kariéra

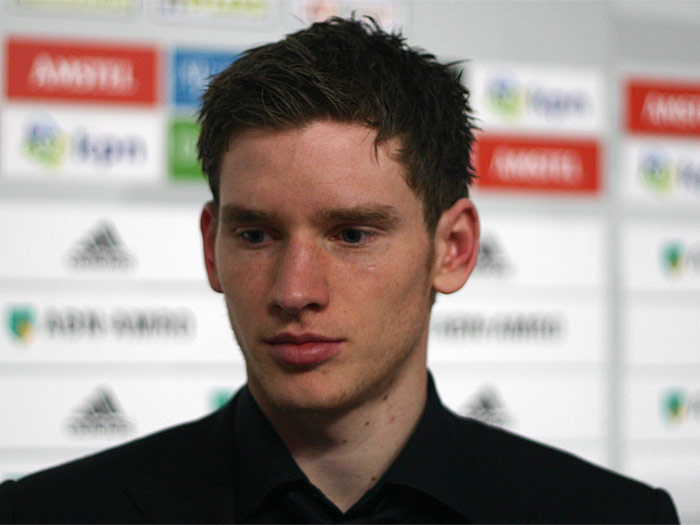
Jan Vertonghen v roce 2008

### Mládežnické reprezentace
Vertonghen působil v některých mládežnických reprezentacích Belgie. S reprezentací do 21 let se zúčastnil Mistrovství Evropy U21 v roce 2007 v Nizozemsku, kde Belgie postoupila s 5 body ze základní skupiny A ze druhého místa za Nizozemskem. Ve vyřazovací části pak prohrála v semifinále se Srbskem 0:2.
S belgickým výběrem do 23 let se zúčastnil také Letních olympijských her v roce 2008, kde odehrál šest zápasů. V základní skupině C hrála Belgie postupně s Brazílií (prohra 0:1), Čínou (výhra 2:0) a Novým Zélandem (výhra 1:0). Ve čtvrtfinále si Belgie poradila s Itálií 3:2. V semifinále turnaje přišla porážka s Nigérií 1:4 a v souboji o třetí místo opět prohra znovu s Brazílií 0:3.

### A-mužstvo
V A-mužstvu Belgie debutoval 2. června 2007 v kvalifikačním utkání proti hostujícímu Portugalsku. Střetnutí odehrál v základní sestavě, nicméně Belgie podlehla soupeři 1:2. První gól zaznamenal v přátelském zápase 12. srpna 2009 proti národnímu mužstvu České republiky, v 11. minutě otevřel skóre střetnutí, ale český tým vývoj otočil a vyhrál 3:1. Hned v následujícím reprezentačním zápase 5. září 2009 v kvalifikaci na MS 2010 proti domácímu Španělsku byl u prohry 0:5. Vertonghena střídal ve 29. minutě Olivier Deschacht.
6. února 2013 nastoupil v základní sestavě v Bruggách proti hostujícímu Slovensku, Belgie zvítězila 2:1 gólem Driese Mertense z 90. minuty. Jan odehrál kompletní počet minut v tomto přátelském zápase. 22. března 2013 nastoupil v kvalifikačním zápase ve Skopje proti domácí Makedonii, který skončil vítězstvím Belgie 2:0. Absolvoval i domácí kvalifikační utkání 26. března proti stejnému soupeři, Belgie zvítězila 1:0 a podržela si první místo v kvalifikační skupině A.
Trenér Marc Wilmots jej vzal na Mistrovství světa 2014 v Brazílii, kam Belgie nakonec suverénně postoupila z prvního místa evropské kvalifikační skupiny A. Ve třetím utkání proti Jižní Koreji vstřelil vítězný gól, dorazil do sítě v 78. minutě střelu Divocka Origiho. Belgie vyhrála i v oslabení 1:0 a získala poprvé na MS v základní skupině H plný počet bodů. Se šampionátem se Belgie rozloučila čtvrtfinálovou porážkou 0:1 s Argentinou.
Marc Wilmots jej nominoval na EURO 2016 ve Francii, kde byli Belgičané vyřazeni ve čtvrtfinále Walesem po porážce 1:3. Nastoupil ve čtyřech z pěti zápasů svého mužstva na šampionátu, kvůli zranění vynechal čtvrtfinále s Walesem (prohra 1:3).

### Reprezentační góly
Góly Jana Vertonghena za A-mužstvo Belgie
| 010                | 12. 8. 2009  | Na Stínadlech, Teplice, Česko           | Česko       | 00:10(11.) | 3:1 | přátelský zápas          |
| 02                 | 29. 3. 2011  | Stadion krále Baudouina, Brusel, Belgie | Ázerbájdžán | 01:00(12.) | 4:1 | kvalifikace na Euro 2012 |
| 03                 | 15. 8. 2012  | Stadion krále Baudouina, Brusel, Belgie | Nizozemí    | 04:20(80.) | 4:2 | přátelský zápas          |
| 04                 | 7. 9. 2012   | Stadiwm y Mileniwm, Cardiff, Wales      | Wales       | 00:20(83.) | 0:2 | kvalifikace na MS 2014   |
| 05                 | 26. 6. 2014  | Arena Corinthians, São Paulo, Brazílie  | Jižní Korea | 00:10(78.) | 0:1 | MS 2014                  |
| 06                 | 13. 11. 2015 | Stadion krále Baudouina, Brusel, Belgie | Itálie      | 01:10(13.) | 3:1 | přátelský zápas          |
| Platí k 3. 7. 2016 |              |                                         |             |            |     |                          |

## Úspěchy
- Tým roku Premier League podle PFA – 2012/13,[32] 2017/18[33]